# East Helena
Pour les articles homonymes, voir Helena.
La ville d’East Helena est située dans le comté de Lewis et Clark, dans l’État du Montana, aux États-Unis. Lors du recensement de 2000, elle comptait 1 642 habitants.